# Jednostka regionalna Thira
Jednostka regionalna Thira (gr. Περιφερειακή ενότητα Θήρας) – jednostka administracyjna Grecji w regionie Wyspy Egejskie Południowe. Powołana do życia 1 stycznia 2011 w wyniku przyjęcia nowego podziału administracyjnego kraju. W 2021 roku liczyła 19 tys. mieszkańców.

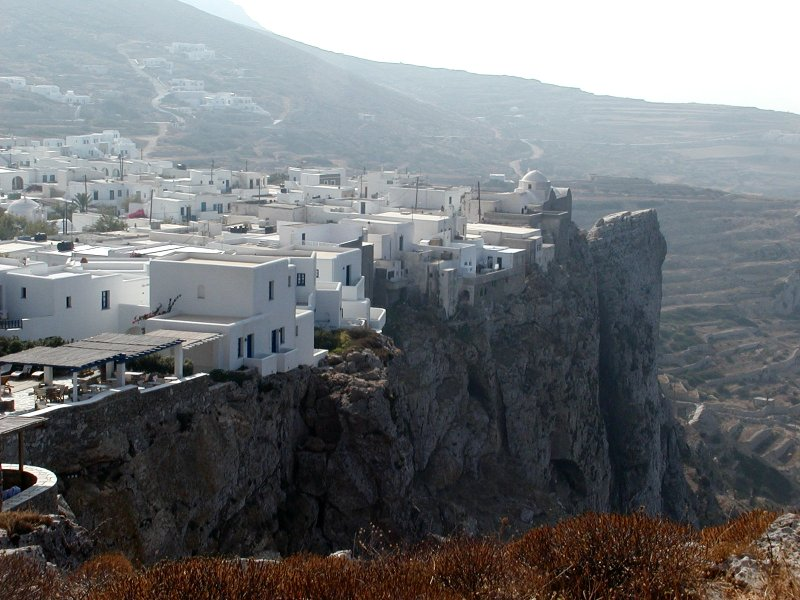
Krajobraz Folegandros

W skład jednostki wchodzą gminy:
- Anafi (2),
- Folegandros (3),
- Ios (4),
- Sikinos (5),
- Thira (Santoryn) (1).